# 塔霍派恩斯 (加利福尼亞州)
塔霍派恩斯（英語：Tahoe Pines）是位於美國加利福尼亞州普萊瑟縣的一個非建制地區。該地的面積和人口皆未知。

## 地理
塔霍派恩斯的座標為39°06′17″N 120°09′37″W / 39.10472°N 120.16028°W，而該地的平均海拔高度為1899米（即6230英尺）。